# ヤルミラ・マハチョヴァー
ヤルミラ・マハチョヴァー（Jarmila Machačová、1986年1月9日 - ）は、チェコ、ハヴリーチュクーフ・ブロット（Havlíčkův Brod）出身の女子自転車競技選手。

## 来歴
2008年
- UCIトラックワールドカップ2007-2008　
  - ロサンゼルス ポイントレース 優勝
- チェコ選手権 個人タイムトライアル(ITT) 優勝

2009年
- UCIトラックワールドカップ2008-2009
  - 北京　ポイントレース 優勝

2010年
- UCIトラックワールドカップ2010-2011
  - メルボルン　ポイントレース 優勝

2011年
- UCIトラックワールドカップ2010-2011
  - 北京　オムニアム 優勝
  - マンチェスター　ポイントレース 優勝
- 世界選手権・ポイントレース 2位
- チェコ選手権 チームスプリント 優勝

2012年
- チェコ選手権 
  - ITT 優勝
  - 団体追抜 優勝

2013年
- 世界選手権・ポイントレース 優勝
- チェコ選手権 
  - 団体追抜 優勝
  - ポイントレース 優勝
  - チームスプリント 優勝
  - スクラッチ 優勝